# Acuminiseta rugarii
Acuminiseta rugarii är en tvåvingeart som först beskrevs av Vanschuytbroeck 1950.  Acuminiseta rugarii ingår i släktet Acuminiseta och familjen hoppflugor.
Artens utbredningsområde är Kongo. Inga underarter finns listade i Catalogue of Life.